# Njandomskij rajon
Il Njandomskij rajon (in russo Няндомский муниципальный район?) è un rajon dell'Oblast' di Arcangelo, Russia. Ha una superficie di 8.100 km2 ed una popolazione di 31.200 abitanti nel 2010.
Il capoluogo è Njandoma.